# Songthela schensiensis
Songthela schensiensis är en spindelart som först beskrevs av Schenkel 1953.  Songthela schensiensis ingår i släktet Songthela och familjen ledspindlar. Inga underarter finns listade i Catalogue of Life.